# Guy Tudor
Guy Adwill Tudor III (* 28. September 1934 in New York City) ist ein US-amerikanischer Ornithologe, Naturschützer und Illustrator von Vögeln und Schmetterlingen.

## Leben
Tudor ist der Sohn von Charles William und Anna Margaret Tudor, geborene Matthews. Sein Vater war von 1949 bis 1962 künstlerischer Leiter in der Redaktion des Magazins Life. Nach Studien an der Princeton University von 1952 bis 1954 und an der Yale University von 1954 bis 1955, diente Guy Tudor von 1958 bis 1960 in der United States Army. Tudor ist ein Autodidakt, der mit seiner ornithologischen und illustratorischen Arbeit dazu beiträgt, die Natur und die Vielfalt der Vogelwelt zu erhalten.
Er hat Feldführer-Illustrationen erstellt, die einen großen Teil der neotropischen Avifauna darstellen. Seine Studien stammen aus einer Kombination von Feldnotizen, direkter Beobachtung, Fotografien und Museumssammlungen von Vogelarten. Er leitete, organisierte und half bei der Illustration der Tafeln für eine Reihe von Feldführern über die Neotropis, darunter A Guide to the Birds of Venezuela (1978, mit Rodolphe Meyer de Schauensee und William Henry Phelps) und A Guide to the Birds of Colombia (1986). Diese Führer, die nicht nur wegen ihrer Illustrationen, sondern auch wegen ihrer eloquenten Fürsprache für die Erhaltung der Natur geschätzt werden, sind als wissenschaftliche Arbeiten für Forschungsökologen anerkannt.
Tudor wirkte als Illustrator bei The Birds of South America mit, einem vierbändigen Standardwerk, das in Zusammenarbeit mit Robert S. Ridgely entstand. Der erste Band, Oscine Passerines, wurde 1989 veröffentlicht, und der zweite Band, Suboscine Passerines, im Jahr 1994. 2002 erschien das Buch Birds of Venezuela (mit Steven Leon Hilty und John A. Gwynne) und 2005 das Werk Butterflies of the East Coast: An Observer’s Guide. Im Jahr 2010 kam in Zusammenarbeit mit John A. Gwynne, Robert S. Ridgely und der Wildlife Conservation Society das Buch Birds of Brazil: The Pantanal & Cerrado of Central Brazil und im Jahr 2016 der Fortsetzungsband Birds of Brazil: The Atlantic forest of southeast Brazil, including São Paulo & Rio de Janeiro heraus. 
Tudor ist Präsident des New York City Butterfly Club, einer von ihm im Jahr 1984 mitbegründeten Organisation und er ist Direktor der North American Butterfly Association.
1990 wurde Tudor mit einem MacArthur Fellowship für Grafikdesign, Illustration und Artenschutz ausgezeichnet. 1995 erhielt er die Eisenmann Medal der Linnaean Society of New York (LSNY).

## Dedikationsnamen
2023 wurde die Natternart Ninia guytudori aus Ecuador nach Guy Tudor benannt.